# Nicole Eustace
Nicole Eustace est une historienne américaine. Elle est lauréate du prix Pulitzer d'histoire 2022, pour Covered with Night: A Story of Murder and Indigenous Justice in Early America,, et a été finaliste du National Book Award 2021 pour la non-fiction, avec le même ouvrage.
Diplômée de l’université de Pennsylvanie, elle est professeure d'histoire à l’université de New York. Elle est spécialisée dans l'histoire des États-Unis au XVIIIe siècle, l'histoire du genre, l'histoire politique et l'histoire des émotions.

## Biographie
Nicole Eustace vit à Mamaroneck, dans l'État de New York.
En mai 2012, elle publie 1812: War and the Passions of Patriotism, qui est décrit par Eileen Ka-May Cheng comme « un argument convaincant sur la prédominance des appels à l’émotion dans la rhétorique de la guerre »,
L'autrice écrit en 2021 Covered with Night: A Story of Murder and Indigenous Justice in Early America, qui délivre un « récit immersif des conséquences du meurtre en 1722 d'un chasseur indien Seneca par deux commerçants de fourrures blanches en Pennsylvanie », selon Publishers Weekly. Selon Tommie Shelby, membre du jury du prix Pulitzer, « avec Covered With Night, Eustace nous plonge au cœur des mondes culturels et des visions du monde des peuples autochtones de la vallée de Susquehanna au début du XVIIIe siècle. »,.

## Publications
- (en) Passion Is the Gale: Emotion, Power, and the Coming of the American Revolution, 2008
- (en) 1812: War and the Passions of Patriotism, University of Pennsylvania Press, mai 2012 (ISBN 978-0-812-22348-4)[4]
- (en) avec Fredrika J. Teute, Warring for America : Cultural Contests in the Era of 1812, UNC Press, 2017 (ISBN 978-1-469-63151-6)
- (en) Covered with Night: A Story of Murder and Indigenous Justice in Early America, W. W. Norton & Company, 2021 (ISBN 978-1-631-49587-8)